# Paul Malachinski
Paul Malachinski (* 15. Dezember 1885 in Danzig; † 26. Juli 1971 in Güstrow) war ein deutscher Politiker (KPD/SED). Er war Abgeordneter des Volkstages der Freien Stadt Danzig.

## Leben
Malachinski, Sohn eines Stauermeisters, erlernte den Beruf des Schlossers. Bis zur Einberufung zum Militär im Jahre 1904 war er als Werftarbeiter in Danzig tätig. 1907 trat er dem Deutschen Metallarbeiter-Verband, 1915 der Sozialdemokratischen Partei Deutschlands (SPD) bei. 1915 wurde er zur Arbeit in der Danziger Gewehrfabrik dienstverpflichtet und gehörte dort 1917 zu den Mitorganisatoren des „Danziger Brotstreiks“. 1918 wechselte er zur Unabhängigen Sozialdemokratischen Partei Deutschlands (USPD) und kam mit deren linkem Flügel 1920 zur Kommunistischen Partei Deutschlands (KPD).
Malachinski war bis 1921 erneut als Werftarbeiter tätig und wurde dann offiziell Angestellter der russischen Handelsgesellschaft (Dura) in Danzig. Tatsächlich aber arbeitete er als Kurier der KPD-Bezirksleitung Danzig. Von 1924 bis 1933 war er hauptamtlich bei der Bezirksleitung Danzig tätig. Von 1924 bis 1931 war Malachinski Abgeordneter der Stadtbürgerschaft. 1925 kam Malachinski als Nachrücker auch in den Danziger Volkstag, dem er bis 1927 angehörte. Von 1933 bis 1937 war er Akquisiteur bei der „Freiheit“ und der „Volksstimme“ in Danzig. Im September 1939 wurde er verhaftet und bis 1941 im KZ Stutthof festgehalten. Anschließend war er als selbständiger Kaufmann tätig und leistete illegale Widerstandsarbeit für die KPD. 1944 flüchtete er nach Zoppot und hielt sich bis zum Einmarsch der Roten Armee 1945 versteckt.
1945 baute Malachinski zunächst KPD-Ortsgruppen in Zoppot, Danzig u. a. auf und wurde anschließend Leiter des ersten Umsiedlerzugs nach Güstrow in Mecklenburg. Bis 1947 war er Bürgermeister in Bellin im Kreis Güstrow und ab 1947 Arbeitsgebietsleiter der SED Güstrow. Von 1948 bis 1951 fungierte er als Kreissekretär der Vereinigung der Verfolgten des Naziregimes.

## Auszeichnungen
- Vaterländischer Verdienstorden in Bronze (1966).
- Sein Name findet sich am Ehrenmal für die Widerstandskämpfer gegen den Faschismus auf dem Friedhof Güstrow[2]